# Dél-Koreában bemutatott kasszasiker filmek listája
Ez a lista a Dél-Koreában bemutatott kasszasiker filmeket listázza nézőszám illetve bevétel alapján.

## Hazai gyártású filmek

### Eladott jegyek száma szerint
A listában szereplő, 2004 utáni adatok a Koreai Filmtanács hivatalos adatai. A 2004 előttről származó adatok forrásai korabeli újságok és híradások.
Frissítve: 2020. március 15.
| #   | Magyar/Angol cím                                                         | Koreai cím                       | Rendező                                                | Eladott jegyek | Év   |
| --- | ------------------------------------------------------------------------ | -------------------------------- | ------------------------------------------------------ | -------------- | ---- |
| 1   | Admirális – Aki legyőzte Japánt (The Admiral: Roaring Currents)          | 명량                             | Kim Hanmin                                             | 17 615 437     | 2014 |
| 2   | Extrém meló (Extreme Job)                                                | 극한직업                         | I Bjonghon (Lee Byeong-heon)                           | 16 264 944     | 2019 |
| 3   | Harcban az istenekkel: A két világ (Along With the Gods: The Two Worlds) | 신과함께-죄와 벌                 | Kim Jonghva (Kim Yong-hwa)                             | 14 411 502     | 2017 |
| 4   | Óda édesapámhoz (Ode to My Father)                                       | 국제시장                         | Jun Dzsegjun (Yun Je-gyun)                             | 14 263 203     | 2014 |
| 5   | Veterán (Veteran)                                                        | 베테랑                           | Rju Szungvan (Ryu Seung-wan)                           | 13 414 200     | 2015 |
| 6   | Tolvajok (The Thieves)                                                   | 도둑들                           | Cshö Donghun (Choi Dong-hun)                           | 12 983 976     | 2012 |
| 7   | Csoda a hetes számú cellában (Miracle in Cell No. 7)                     | 7번방의 선물                     | I Hvangjong (Lee Hwan-gyeong)                          | 12 811 435     | 2013 |
| 8   | A bérgyilkosság (Assassination)                                          | 암살                             | Cshö Donghun (Choi Dong-hun)                           | 12 706 819     | 2015 |
| 9   | A férfi, aki királyt játszott (Masquerade)                               | 광해, 왕이 된 남자               | Cshu Cshangmin (Chu Changmin)                          | 12 324 002     | 2012 |
| 10  | A király és a bohóc (King and the Clown)                                 | 왕의 남자                        | I Dzsunik (Lee Jun-ik)                                 | 12 302 831     | 2005 |
| 11  | Along with the Gods: The Last 49 Days                                    | 신과함께: 인과 연                | Kim Jonghva (Kim Yong-hwa)                             | 12 276 115     | 2018 |
| 12  | Taxisofőr (A Taxi Driver)                                                | 택시운전사                       | Csang Hun (Jang Hun)                                   | 12 189 355     | 2017 |
| 13  | Harcosok szövetsége (Taegukgi)                                           | 태극기 휘날리며                  | Kang Dzsegju (Kang Je-gyu)                             | 11 746 135     | 2004 |
| 14  | Vonat Busanba – Zombi expressz (Train to Busan)                          | 부산행                           | Jon Szangho (Yeon Sang-ho)                             | 11 567 341     | 2016 |
| 15  | The Attorney                                                             | 변호인                           | Jang Uszok (Yang U-seok)                               | 11 374 892     | 2013 |
| 16  | Cunami (Haeundae)                                                        | 해운대                           | Jun Dzsegjun (Yun Je-gyun)                             | 11 324 791     | 2009 |
| 17  | Silmido                                                                  | 실미도                           | Kang Uszok (Kang U-seok)                               | 11 074 000     | 2003 |
| 18  | A gazdatest (The Host)                                                   | 괴물                             | Pong Dzsunho (Bong Jun-ho)                             | 10 917 400     | 2006 |
| 19  | Élősködők (Parasite)                                                     | 기생충                           | Pong Dzsunho (Bong Jun-ho)                             | 10 289 138     | 2019 |
| 20  | A Violent Prosecutor                                                     | 검사외전                         | I Ilhjong (Lee Il-hyeong)                              | 9 707 581      | 2016 |
| 21  | Exit                                                                     | 엑시트                           | I Szanggun (Lee Sang-geun)                             | 9 422 956      | 2019 |
| 22  | Snowpiercer – Túlélők viadala                                            | 설국열차                         | Pong Dzsunho (Bong Jun-ho)                             | 9 352 558      | 2013 |
| 23  | Az arcismerő (The Face Reader)                                           | 관상                             | Han Dzserim (Han Jae-rim)                              | 9 135 806      | 2013 |
| 24  | A belső ember (Inside Men)                                               | 내부자들                         | U Minho (Woo Min-ho)                                   | 9 126 532      | 2015 |
| 25  | Nemzeti válogatott (Take Off)                                            | 국가 대표                        | Kim Jonghva (Kim Yong-hwa)                             | 8 845 330      | 2009 |
| 26  | Kalózok (The Pirates)                                                    | 해적: 바다로 간 산적             | I Szokhun (Lee Seok-hun)                               | 8 666 208      | 2014 |
| 27  | Nagyanyó kisasszony (Miss Granny)                                        | 수상한 그녀                      | Hvang Donghjok (Hwang Dong-hyeok)                      | 8 659 725      | 2014 |
| 28  | D-War                                                                    | 디 워                            | Sim Hjongne (Shim Hyeong-rae)                          | 8 426 973      | 2007 |
| 29  | Ashfall                                                                  | 백두산                           | Kim Bjongszo (Kim Byeong-seo), I Hedzsun (Lee Hae-jun) | 8 250 521      | 2019 |
| 30  | Pletykalavina (Scandal Makers)                                           | 과속 스캔들                      | Kang Hjongcshol (Kang Hyeong-cheol)                    | 8 245 523      | 2008 |
| 31  | Friend                                                                   | 친구                             | Kvak Kjongthek (Kwak Kyeong-taek)                      | 8 134 500      | 2001 |
| 32  | Welcome to Dongmakgol                                                    | 웰컴 투 동막골                   | Pak Kvanghjon (Park Kwang-hyeon)                       | 8 008 622      | 2005 |
| 33  | Titkos küldetés Szöulban (Confidential Assignment)                       | 공조                             | Kim Szonghun (Kim Seong-hun)                           | 7 817 618      | 2017 |
| 34  | The Himalayas                                                            | 히말라야                         | I Szokhun (Lee Seok-hun)                               | 7 759 761      | 2015 |
| 35  | Árnyak ideje (The Age of Shadows)                                        | 밀정                             | Kim Dzsiun (Kim Ji-un)                                 | 7 500 457      | 2016 |
| 36  | A nyilak háborúja (War of the Arrows)                                    | 최종병기 활                      | Kim Hanmin                                             | 7 482 180      | 2011 |
| 37  | Sunny                                                                    | 써니                             | Kang Hjongcshol (Kang Hyeong-cheol)                    | 7 453 393      | 2011 |
| 38  | May 18                                                                   | 화려한 휴가                      | Kim Dzsihun (Kim Jihun)                                | 7 307 993      | 2007 |
| 39  | 1987: Mikor eljön a nap (1987: When the Day Comes)                       | 1987                             | Csang Dzsunhvan (Jang Jun-hwan)                        | 7 232 527      | 2017 |
| 40  | A berlini ügynök/A Berlin-akta (The Berlin File)                         | 베를린                           | Rju Szungvan (Ryu Seung-wan)                           | 7 166 513      | 2013 |
| 41  | Master                                                                   | 마스터                           | Cso Iszok (Jo Ui-seok)                                 | 7 147 924      | 2016 |
| 42  | Tunnel                                                                   | 터널                             | Kim Szonghun (Kim Seong-hun)                           | 7 120 508      | 2016 |
| 43  | A Werewolf Boy                                                           | 늑대 소년                        | Cso Szonghi (Jo Seong-hui)                             | 7 069 127      | 2012 |
| 44  | Króm hadművelet (Operation Chromite)                                     | 인천상륙작전                     | John H. Lee                                            | 7 050 475      | 2016 |
| 45  | A szerencse kulcsa (Luck Key)                                            | 럭키                             | I Gebjok (Lee Gae-byok)                                | 6 975 290      | 2016 |
| 46  | Titokban, Délen (Secretly, Greatly)                                      | 은밀하게 위대하게                | Csang Csholszu (Jang Cheol-su)                         | 6 963 821      | 2013 |
| 47  | The Outlaws                                                              | 범죄도시                         | Kang Junszong (Kang Yun-seong)                         | 6 880 535      | 2017 |
| 48  | Kokszongi sirató (The Wailing)                                           | 곡성                             | Na Hongdzsin (Na Hong-jin)                             | 6 879 989      | 2016 |
| 49  | Tazza: The High Rollers                                                  | 타짜                             | Cshö Donghun (Choi Dong-hun)                           | 6 847 777      | 2006 |
| 50  | A jó, a rossz és a furcsa (The Good, the Bad, the Weird)                 | 좋은 놈, 나쁜 놈, 이상한 놈      | Kim Dzsiun (Kim Ji-un)                                 | 6 686 949      | 2008 |
| 51  | Egy mázsás bombázó (200 Pounds Beauty)                                   | 미녀는 괴로워                    | Kim Jonghva (Kim Yong-hwa)                             | 6 619 498      | 2006 |
| 52  | The Battleship Island                                                    | 군함도                           | Rju Szungvan (Ryu Seung-wan)                           | 6 592 170      | 2017 |
| 53  | Bácsi (The Man from Nowhere)                                             | 아저씨                           | I Dzsongbom (Lee Jeong-beom)                           | 6 282 774      | 2010 |
| 54  | A trón (The Throne)                                                      | 사도                             | I Dzsunik (Lee Jun-ik)                                 | 6 247 651      | 2015 |
| 55  | Jeon Woo-chi: The Taoist Wizard                                          | 전우치                           | Cshö Donghun (Choi Dong-hun)                           | 6 136 928      | 2009 |
| 56  | My Boss, My Teacher                                                      | 투사부일체                       | Kim Dongvon (Kim Dong-won)                             | 6 105 431      | 2006 |
| 57  | Northern Limit Line                                                      | 연평해전                         | Kim Hakszun (Kim Hak-sun)                              | 6 044 965      | 2015 |
| 58  | Demilitarizált övezet: JSA (Joint Security Area)                         | 공동경비구역 JSA                 | Pak Cshanuk (Park Chan-wook)                           | 5 830 000      | 2000 |
| 59  | Shiri                                                                    | 쉬리                             | Kang Dzsegju (Kang Je-gyu)                             | 5 820 000      | 1999 |
| 60  | Kadétnyomozók (Midnight Runners)                                         | 청년경찰                         | Jason Kim                                              | 5 653 444      | 2017 |
| 61  | Marrying the Mafia II                                                    | 가문의 위기                      | Csong Jonggi (Jeong Yong-gi)                           | 5 635 266      | 2005 |
| 62  | Hide and Seek                                                            | 숨바꼭질                         | Ho Dzsong (Heo Jeong)                                  | 5 604 106      | 2013 |
| 63  | Az utolsó koreai hercegnő (The Last Princess)                            | 덕혜옹주                         | Ho Dzsinho (Heo Jin-ho)                                | 5 599 655      | 2016 |
| 64  | The Terror Live                                                          | 더 테러 라이브                   | Kim Bjongu (Kim Byeong-u)                              | 5 584 139      | 2013 |
| 65  | Cold Eyes                                                                | 감시자들                         | Cso Iszok (Jo Ui-seok)                                 | 5 509 019      | 2013 |
| 66  | Secret Reunion                                                           | 의형제                           | Csang Hun (Jang Hun)                                   | 5 507 106      | 2010 |
| 67  | The Priests                                                              | 검은 사제들                      | Csang Dzsehjon (Jang Jae-hyeon)                        | 5 442 915      | 2015 |
| 68  | The Great Battle                                                         | 안시성                           | Kim Gvangsik (Kim Gwang-sik)                           | 5 438 270      | 2018 |
| 69  | The King                                                                 | 더 킹                            | Han Dzserim (Han Jae-rim)                              | 5 316 015      | 2017 |
| 70  | Punch                                                                    | 완득이                           | I Han (Lee Han)                                        | 5 311 350      | 2011 |
| 71  | Intimate Strangers                                                       | 완벽한 타인                      | I Dzsegju (Lee Jae-gyu)                                | 5 294 119      | 2018 |
| 72  | The Tower                                                                | 타워                             | Kim Dzsihun (Kim Ji-hun)                               | 5 181 014      | 2012 |
| 73  | My Wife Is a Gangster                                                    | 조폭 마누라                      | Cso Dzsingju (Jo Jin-gyu)                              | 5 180 900      | 2001 |
| 74  | Maraton (Marathon)                                                       | 말아톤                           | Csong Juncshol (Jeong Yun-cheol)                       | 5 148 022      | 2005 |
| 75  | A halál jele (Memories of Murder)                                        | 살인의 추억                      | Pong Dzsunho (Bong Jun-ho)                             | 5 101 645      | 2003 |
| 76  | Az üldöző (The Chaser)                                                   | 추격자                           | Na Hongdzsin (Na Hong-jin)                             | 5 071 619      | 2008 |
| 77  | Believer                                                                 | 독전                             | I Hejong (Lee Hae-yong)                                | 5 063 620      | 2018 |
| 78  | Marrying the Mafia                                                       | 가문의 영광                      | Csong Hungszon (Jeong Heung-seon)                      | 5 021 001      | 2002 |
| 79  | Fekete Vénusz (The Spy Gone North)                                       | 공작                             | Jun Dzsongbin (Yun Jong-bin)                           | 4 974 467      | 2018 |
| 80  | The Grand Heist                                                          | 바람과 함께 사라지다             | Kim Dzsuho (Kim Ju-ho)                                 | 4 909 937      | 2012 |
| 81  | Szélvészkisasszony (My Sassy Girl)                                       | 엽기적인 그녀                    | Kvak Dzsejong (Kwak Jae-yong)                          | 4 852 845      | 2001 |
| 82  | My Tutor Friend                                                          | 동갑내기 과외하기                | Kim Gjonghjong (Kim Gyeong-hyeong)                     | 4 809 871      | 2003 |
| 83  | Detective K: Secret of the Virtuous Widow                                | 조선명탐정: 각시투구꽃의 비밀    | Kim Szogjon (Kim Sok-yeon)                             | 4 786 259      | 2011 |
| 84  | The Battle: Roar to Victory                                              | 봉오동 전투                      | Cshon Dzsinu (Cheon Jin-woo)                           | 4 777 952      | 2019 |
| 85  | Kundo: A féktelenség kora (Kundo: Age of the Rampant)                    | 군도: 민란의 시대                | Jun Dzsongbin (Yun Jong-bin)                           | 4 775 811      | 2014 |
| 86  | he Man Standing Next                                                     | 남산의_부장들                    | U Minho (Woo Min-ho)                                   | 4 750 015      | 2020 |
| 87  | Nameless Gangster: Rules of the Time                                     | 범죄와의 전쟁: 나쁜놈들 전성시대 | Jun Dzsongbin (Yun Jong-bin)                           | 4 720 050      | 2012 |
| 88  | Egy új világ (New World)                                                 | 신세계                           | Pak Hundzsong (Park Hun-jeong)                         | 4 684 571      | 2013 |
| 89  | Silenced                                                                 | 도가니                           | Hvang Donghjok (Hwang Dong-hyeok)                      | 4 662 914      | 2011 |
| 90  | All About My Wife                                                        | 내 아내의 모든 것                | Min Gjudong (Min Kyu-dong)                             | 4 598 985      | 2012 |
| 91  | The Bad Guys: Reign of Chaos                                             | 나쁜 녀석들: 더 무비             | Szon Jongho (Son Yong-ho)                              | 4 573 356      | 2019 |
| 92  | Pandora                                                                  | 판도라                           | Pak Csongu (Park Jeong-woo)                            | 4 563 396      | 2016 |
| 93  | Deranged                                                                 | 연가시                           | Pak Csongu (Park Jeong-woo)                            | 4 515 833      | 2012 |
| 94  | Steel Rain                                                               | 강철비                           | Jang Uszok (Yang U-seok)                               | 4 452 755      | 2017 |
| 95  | Public Enemy Returns                                                     | 강철중: 공공의 적 1-1            | Kang Uszok (Kang U-seok)                               | 4,337,983      | 2008 |
| 96  | A szobalány (The Handmaiden)                                             | 아가씨                           | Pak Cshanuk (Park Chan-uk)                             | 4 288 530      | 2016 |
| 97  | Deliver Us from Evil                                                     | 다만 악에서 구하소서             | Hong Voncshan (Hong Won-Chan)                          | 4 250 000      | 2020 |
| 98  | A gyanúsított/Koreai rulett (The Suspect)                                | 용의자                           | Von Sinjon (Won Shin-yeon)                             | 4 131 338      | 2013 |
| 99  | Architecture 101                                                         | 건축학개론                       | I Jongdzsu (Lee Yong-ju)                               | 4 112 364      | 2012 |
| 100 | Typhoon                                                                  | 태풍                             | Kvak Kjongthek (Kwak Kyeong-taek)                      | 4 094 395      | 2005 |

### Bruttó bevétel szerint
A Koreai Filmtanács adatai 2004 és 2019 között dél-koreai vonban. A táblázatban a filmek dél-koreai mozikban szerzett bevételei találhatók, a nemzetközi forgalmazásból származó bevételek nem.
| #  | Cím                                                                      | Vetítőtermek száma | Forgalmazó               | Bruttó ₩        | Év   |
| -- | ------------------------------------------------------------------------ | ------------------ | ------------------------ | --------------- | ---- |
| 1  | Extrém meló (Extreme Job)                                                | 2003               | CJ Entertainment         | 139 655 543 516 | 2019 |
| 2  | Admirális – Aki legyőzte Japánt (The Admiral: Roaring Currents)          | 1587               | CJ Entertainment         | 135 757 418 810 | 2014 |
| 3  | Harcban az istenekkel: A két világ (Along With the Gods: The Two Worlds) | 1912               | Lotte Entertainment      | 115 707 672 637 | 2017 |
| 4  | Óda édesapámhoz (Ode to My Father)                                       | 1044               | CJ Entertainment         | 110 944 607 730 | 2014 |
| 5  | Veterán (Veteran)                                                        | 1115               | CJ Entertainment         | 105 170 856 250 | 2015 |
| 6  | Along with the Gods: The Last 49 Days                                    | 2235               | Lotte Entertainment      | 102 677 730 409 | 2018 |
| 7  | A bérgyilkosság (Assassination)                                          | 1519               | Showbox                  | 98 468 525 781  | 2015 |
| 8  | Taxisofőr (A Taxi Driver)                                                | 1906               | Showbox                  | 95 871 313 649  | 2017 |
| 9  | Tolvajok (The Thieves)                                                   | 1091               | Showbox                  | 93 672 361 700  | 2012 |
| 10 | Vonat Busanba – Zombi expressz (Train to Busan)                          | 1788               | Next Entertainment World | 93 187 397 548  | 2016 |
| 11 | Csoda a hetes számú cellában (Miracle in Cell No. 7)                     | 866                | Next Entertainment World | 91 437 368 17   | 2013 |
| 12 | A férfi, aki királyt játszott (Masquerade)                               | 1001               | CJ Entertainment         | 88 913 283 469  | 2012 |
| 13 | Élősködők (Parasite)                                                     | 1948               | CJ Entertainment         | 87 460 503 095  | 2019 |
| 14 | The Attorney                                                             | 925                | Next Entertainment World | 82 874 748 788  | 2013 |
| 15 | Cunami (Haeundae)                                                        | 764                | CJ Entertainment         | 81 027 925 000  | 2009 |
| 16 | Exit                                                                     | 1660               | Filmmaker R & K          | 79 233 482 162  | 2019 |
| 17 | A Violent Prosecutor                                                     | 1812               | Showbox                  | 77 320 403 264  | 2016 |
| 18 | Ashfall                                                                  | 1971               | CJ Entertainment         | 69 825 366 300  | 2019 |
| 19 | Snowpiercer – Túlélők viadala                                            | 1128               | CJ Entertainment         | 67 035 020 000  | 2013 |
| 20 | A gazdatest (The Host)                                                   | 647                | Showbox                  | 66 717 700 300  | 2006 |

## Külföldi gyártású filmek
Külföldi filmek sorrendje megvásárolt jegyek alapján, a Koreai Filmtanács 2019 decemberi adatai szerint.
| #  | Cím                            | Vetítőtermek száma | Eladott jegyek | Év   |
| -- | ------------------------------ | ------------------ | -------------- | ---- |
| 1  | Bosszúállók: Végjáték          | 2835               | 13 977 602     | 2019 |
| 2  | Jégvarázs 2.                   | 2648               | 13 747 792     | 2019 |
| 3  | Aladdin                        | 1409               | 12 723 777     | 2019 |
| 4  | Bosszúállók: Végtelen háború   | 2553               | 11 233 176     | 2018 |
| 5  | Bosszúállók: Ultron kora       | 1843               | 10 504 007     | 2015 |
| 6  | Csillagok között               | 1410               | 10 309 432     | 2014 |
| 7  | Jégvarázs                      | 1010               | 10 303 058     | 2014 |
| 8  | Bohém rapszódia                | 1179               | 9 948 386      | 2018 |
| 9  | Vasember 3.                    | 1389               | 9 001 679      | 2013 |
| 10 | Amerika Kapitány: Polgárháború | 1991               | 8 678 117      | 2016 |